# KR V3
La KR V3 è una motocicletta da competizione sviluppata dall'ex campione del mondo Kenny Roberts e gestita attraverso un suo team, portata in gara nella classe 500 del motomondiale dal 1997 al 2003, inizialmente sotto le insegne dell'azienda malese Modenas come Modenas KR V3 ed in seguito sotto quelle della connazionale Proton come Proton KR V3.

## Il contesto
Dopo essere stato legato per moltissimi anni alla Yamaha, dapprima come pilota ed in seguito come gestore di team che portavano in gara modelli della casa di Iwata, al termine del motomondiale 1996 il rapporto si interruppe.
Kenny Roberts decise allora di mettere in cantiere una sua moto; diversamente da quello che era lo standard del periodo, la sua scelta si orientò verso una motorizzazione sì a due tempi ma in configurazione tricilindrica, mentre gli altri competitori utilizzavano propulsori a quattro cilindri.
Per la progettazione si avvalse di strutture situate in Gran Bretagna e della collaborazione tecnica di Tom Walkinshaw, cercando di avvalersi anche di tecnologie derivate dalla Formula 1 del tempo. Contemporaneamente ottenne una copertura finanziaria da parte dell'azienda statale Modenas.
Il debutto avvenne in occasione del Gran Premio motociclistico della Malesia 1997, gran premio inaugurale della stagione con alla guida Jean-Michel Bayle e Kenny Roberts Jr (figlio del progettista); la gara si concluse con due ritiri dopo che nelle prove i piloti avevano ottenuto rispettivamente il 17º e il 19º posto. Durante tutto il resto della stagione non riuscì mai ad ottenere piazzamenti migliori dell'ottavo posto e, nella classifica costruttori, giunse al 5º posto mentre i due piloti giunsero al 16º posto Roberts e al 18° Bayle.
L'anno successivo al posto di Bayle gareggiò Ralf Waldmann ma i risultati furono nuovamente piuttosto modesti, con un sesto posto quale miglior piazzamento; ancor peggio andò nel motomondiale 1999 dove, perso Kenny Roberts Jr passato alla Suzuki, la KR 3 fu guidata da vari piloti durante l'annata, senza andare mai al di là del dodicesimo posto. Nuovamente presente nel 2000, riuscì ad ottenere un ottavo posto quale miglior risultato e, al termine della stagion, terminò anche la partnership con la Modenas.
Iniziò così una seconda fase per la KR3 che, a partire dalla stagione 2001 venne presentata sotto le insegne del nuovo sponsor, anch'esso malese, la casa automobilistica Proton; l'unico pilota titolare fu Jurgen van den Goorbergh che al termine del mondiale giunse al 13º posto. Fu questa anche l'ultima annata di esistenza della classe 500, sostituita dal 2002 dalla nuova MotoGP.
Essendo consentita dal regolamento la coesistenza delle vecchie due tempi con le nuove a quattro tempi di cilindrata doppia, anche nel motomondiale 2002 il team Proton-KR ripresentò ancora la KR3, affidandola in questo caso a Nobuatsu Aoki e Jeremy McWilliams che riuscirono ancora a portarla occasionalmente nelle prime dieci posizioni. Proprio quest'anno, ormai al termine della sua carriera agonistica, la KR V3 ottenne la sua prima ed unica pole position in occasione del GP d'Australia con McWilliams.
All'inizio del motomondiale 2003 il Team KR era rimasto ormai l'unico a presentarsi nelle prime gare della stagione ancora con una motocicletta a due tempi visto il ritardo nella preparazione della nuova Proton KR5 e così l'ultima gara che vide la KR V3 alla partenza fu il GP di Francia.

## Caratteristiche tecniche
| Caratteristiche tecniche - Proton KR Mk3 2001 | Caratteristiche tecniche - Proton KR Mk3 2001 | Caratteristiche tecniche - Proton KR Mk3 2001 | Caratteristiche tecniche - Proton KR Mk3 2001 | Caratteristiche tecniche - Proton KR Mk3 2001 | Caratteristiche tecniche - Proton KR Mk3 2001 |
| Dimensioni e pesi                             | Dimensioni e pesi | Dimensioni e pesi | Dimensioni e pesi | Dimensioni e pesi | Dimensioni e pesi |
| --------------------------------------------- | --- | --- | --- | --- | --- |
| Interasse: 1370 mm                            | Interasse: 1370 mm | Massa a vuoto: 116 kg | Massa a vuoto: 116 kg | Serbatoio: | Serbatoio: |
| Meccanica                                     | | | | | |
| Tipo motore: Tricilindrico a 2 tempi a V      | Tipo motore: Tricilindrico a 2 tempi a V | Tipo motore: Tricilindrico a 2 tempi a V | Tipo motore: Tricilindrico a 2 tempi a V | Raffreddamento: a liquido | Raffreddamento: a liquido |
| Cilindrata                                    | 498 cm³ (Alesaggio 59,6 × Corsa 59,6 mm) | 498 cm³ (Alesaggio 59,6 × Corsa 59,6 mm) | 498 cm³ (Alesaggio 59,6 × Corsa 59,6 mm) | 498 cm³ (Alesaggio 59,6 × Corsa 59,6 mm) | 498 cm³ (Alesaggio 59,6 × Corsa 59,6 mm) |
| Distribuzione: Valvola lamellare              | Distribuzione: Valvola lamellare | Distribuzione: Valvola lamellare | Alimentazione: Carburatori keihin | Alimentazione: Carburatori keihin | Alimentazione: Carburatori keihin |
| Potenza: 178 CV a 12.200 rpm                  | Potenza: 178 CV a 12.200 rpm | Coppia: | Coppia: | Rapporto di compressione: | Rapporto di compressione: |
| Frizione: multidisco a secco                  | Frizione: multidisco a secco | Frizione: multidisco a secco | Cambio: sequenziale estraibile a 6 marce (sempre in presa)                                                                                                  | Cambio: sequenziale estraibile a 6 marce (sempre in presa)                                                                                                  | Cambio: sequenziale estraibile a 6 marce (sempre in presa)                                                                                                  |
| Accensione                                    | Digitale CDI con batteria | Digitale CDI con batteria | Digitale CDI con batteria | Digitale CDI con batteria | Digitale CDI con batteria |
| Trasmissione                                  | a catena | a catena | a catena | a catena | a catena |
| Avviamento                                    | a spinta | a spinta | a spinta | a spinta | a spinta |
| Ciclistica                                    | | | | | |
| Telaio                                        | doppia trave inclinata, in alluminio | doppia trave inclinata, in alluminio | doppia trave inclinata, in alluminio | doppia trave inclinata, in alluminio | doppia trave inclinata, in alluminio |
| Sospensioni                                   | Anteriore: forcella a steli rovesciati completamente regolabile "Öhlins" / Posteriore: ammortizzatore completamente regolabile "Öhlins"                     | Anteriore: forcella a steli rovesciati completamente regolabile "Öhlins" / Posteriore: ammortizzatore completamente regolabile "Öhlins"                     | Anteriore: forcella a steli rovesciati completamente regolabile "Öhlins" / Posteriore: ammortizzatore completamente regolabile "Öhlins"                     | Anteriore: forcella a steli rovesciati completamente regolabile "Öhlins" / Posteriore: ammortizzatore completamente regolabile "Öhlins"                     | Anteriore: forcella a steli rovesciati completamente regolabile "Öhlins" / Posteriore: ammortizzatore completamente regolabile "Öhlins"                     |
| Freni                                         | Anteriore: doppio disco in carbonio con pinza Nissin da 4 pistoncini di diametro differenziato / Posteriore: disco singolo con pinza Nissin da 2 pistoncini | Anteriore: doppio disco in carbonio con pinza Nissin da 4 pistoncini di diametro differenziato / Posteriore: disco singolo con pinza Nissin da 2 pistoncini | Anteriore: doppio disco in carbonio con pinza Nissin da 4 pistoncini di diametro differenziato / Posteriore: disco singolo con pinza Nissin da 2 pistoncini | Anteriore: doppio disco in carbonio con pinza Nissin da 4 pistoncini di diametro differenziato / Posteriore: disco singolo con pinza Nissin da 2 pistoncini | Anteriore: doppio disco in carbonio con pinza Nissin da 4 pistoncini di diametro differenziato / Posteriore: disco singolo con pinza Nissin da 2 pistoncini |
| Fonte dei dati:                               | | | | | |